# Lictor
Um lictor ou litor (do latim lictor, de *ligere, forma colateral de ligare) era um servidor público civil romano que servia de guarda-costas dos magistrados que detinham o poder de imperium. Os lictores já existiam durante o período monárquico romano, segundo Lívio, o costume pode ser ainda mais antigo, remontando à civilização etrusca.

## Origem
Segundo Lívio, os lictores foram introduzidos em Roma pelo primeiro rei, Rômulo, que nomeou doze para sua guarda pessoal. Lívio faz referência a duas tradições contraditórias sobre as razões de Rômulo. A primeira lista doze como o número de pássaros que apareceram num augúrio sobre o seu reinado. A segunda, preferida dele, é que o número de lictores foi emprestado dos reis etruscos, que tinham um lictor para cada um dos seus doze estados.

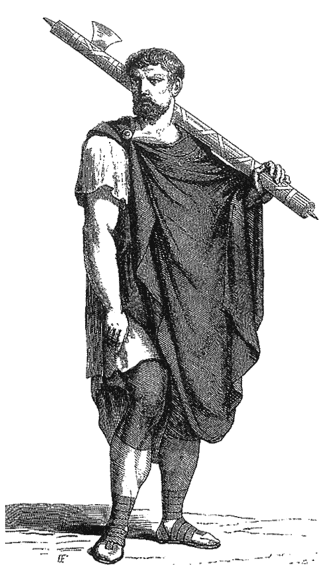
Um lictor com sua fasces.

## Elegibilidade
Originalmente, os lictores eram escolhidos entre os membros da plebe, mas durante a maior parte da história romana eles foram escolhidos entre libertos. Centuriões legionários também eram automaticamente elegíveis para a função ao se aposentarem do exército. Todos eram, porém, cidadãos romanos, pois vestiam togas em Roma. Um lictor precisava obrigatoriamente ser uma pessoa forte e capaz de realizar tarefas pesadas. Eles eram isentos do serviço militar, recebiam um salário fixo (de 600 sestércios no começo do principado) e estavam organizados em uma corporação. Geralmente, os lictores eram escolhidos pessoalmente pelo magistrado a quem serviriam, mas é possível também que eles fossem escolhidos por sorteio.
Os lictores eram geralmente associados com a Assembleia das cúrias e, provavelmente, um era selecionado de cada uma das cúrias: havia trinta cúrias e 30 lictores (24 para os dois cônsules e seis para o único pretor na época).

## Responsabilidades
A principal missão do lictor era atuar como guarda-costas dos magistrados que detinham o imperium. Eles carregavam varas decoradas com fasces e, fora do pomério, com machados que simbolizavam o poder de executar penas capitais. As fasces dos lictores ditatoriais tinham machados inclusive dentro do pomério. Os lictores seguiam o magistrado onde quer que ele fosse, incluindo o Fórum Romano, sua casa, templos e banhos. Eles andavam numa linha bem organizada diante dele, com o primus lictor diretamente à sua frente, pronto para receber suas ordens. Se o grupo encontrasse uma multidão, os lictores abriam o caminho e mantinham o magistrado à salvo, empurrando todos os que estivessem à frente, exceto as matronas, que recebiam uma honraria especial. Eles se postavam em ambos os lados do magistrado quando ele discursava. Estes, por sua vez, só podiam dispensar o serviço de seus lictores quando visitavam uma cidade-livre ou quando conversavam com um magistrado de status superior. Os lictores também tinha deveres legais e penais e podiam, quando comandados por seus mestres, prender cidadãos romanos e puni-los. Uma virgem vestal recebia a proteção de um lictor quando sua presença era requerida numa cerimônia pública.
A hierarquia do imperium conferido à cada magistratura romana era simbolizado pelo número de lictores que o escoltavam:
- Ditador: 24 lictores fora do pomério, 12 no interior. Esta última regra foi ignorada a partir da ditadura de Sula (82 a.C.);
- Imperador: 12 lictores; depois de Domiciano, 24 lictores;
- Rei e cônsul: 12 lictores;
- Procônsul: 11 lictores;
- Mestre da cavalaria: 6 lictores;
- Pretor: 6 lictores fora do pomério, 2 no interior;
- Propretor e legado: 5 lictores;
- Edil curul: 2 lictores;
- Questor: 1 lictor.

Às vezes, lictores eram designados para proteger cidadãos privados em ocasiões especiais, como funerais ou reuniões políticas, como uma demonstração de respeito da cidade.

## Lictor curiatus

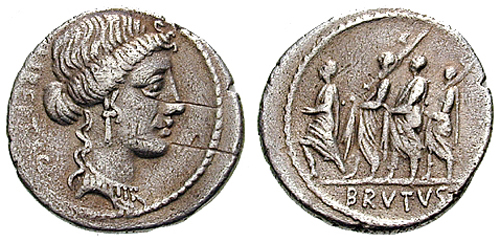
Moeda de Lictur

Um lictor curiatus (pl. lictores curiati) era um tipo especial de lictor que não carregava as fasces e cujas tarefas principais eram religiosas. Havia cerca de trinta deles, servindo sob as ordens do pontífice máximo, o mais alto posto sacerdotal em Roma, e apoiavam os sacrifícios guiando os animais até os altares. Virgens vestais, flâmines e outros sacerdotes de alta patente tinham direito de ser escoltados e protegidos por lictores curiati. Durante o período imperial, as mulheres da família imperial eram geralmente protegidas por dois deles. Eles também eram responsáveis por convocar a Assembleia das cúrias e por manter a ordem durante suas reuniões.